# Príncipe
Príncipe là hòn đảo ở phía bắc và nhỏ hơn trong hai hòn đảo chính của São Tomé và Príncipe nằm ngoài khơi bờ biển phía tây châu Phi. Đảo có diện tích 136 km² và dân số xấp xỉ 5.000 người. Hòn đảo là một núi lửa bị xói mòn mạnh trên 3 triệu năm tuổi, xung quanh là các đảo khác nhỏ hơn gồm Ilheu Bom Bom, Ilhéu Caroço, Tinhosa Grande và Tinhosa Pequena. Príncipe nổi lên ở phía nam và cao đến 948 mét tại đỉnh Pico de Príncipe, trong một khu vực rừng rậm tạo thành một phần của vườn quốc gia Obo. phía bắc và trung tâm của hòn đảo trước đây là các đồn điền, hầu hết chúng do thực dân Bồ Đào Nha lập nên và sử dụng lao động là các nô lệ châu Phi. Các đồn điền này ban đầu trồng mía và về sau là trồng cacao, trở thành nhà sản xuất cacao lớn nhất thế giới khi đó. Từ sau khi độc lập, các đồn điền này phần lớn đã lại trở thành rừng.
Príncipe cũng như Sobral, Ceará Brasil là nơi thuyết tương đối rộng của Albert Einstein được chứng minh thành công trên thực nghiệm nhờ công của Arthur Stanley Eddington và nhóm của ông trong đợt nhật thực vào ngày 29 tháng 5 năm 1919.

## Hành chính
Hòn đảo là một phần của huyện Pagué, huyện duy nhất của tỉnh Príncipe.

## Điểm dân cư
Príncipe có một thị trấn, Santo António, và sân bay Príncipe, cũng như một số làng bao gồm Bela Vista, Bombom, Futuro, Neves Ferreira, Paciencia, Ponta Fonte, Ribeira Ize, Santo Antonio de Ureca, và Vila Rosa - một số trong đó được kết nối tới các tuyến đường nhỏ.

## Nhân khẩu
Bên cạnh ngôn ngữ chính thức là tiếng Bồ Đào Nha, cư dân trên đảo cũng nói một ngôn ngữ địa phương gọi là tiếng Príncipe hay Lunguyê và một số nói tiếng Forro.